# Morgane Adolphi
Morgane Adolphi (17 de septiembre de 1988) es una futbolista francesa. Juega como defensa y su club actual es el Vie au grand air de Saint-Maur de la Ligue de Paris Île-de-France de football.

## Clubes
| Club             | País    | Año         |
| ---------------- | ------- | ----------- |
| AS Choisy Le Roi | Francia | 1994-2001   |
| Juvisy FCF       | Francia | 2001 - 2009 |
| VGA Saint-Maur   | Francia | 2009 - 2011 |
| COM Bagneux      | Francia | 2011 - 2012 |
| VGA Saint-Maur   | Francia | 2012 - 2017 |

## Palmarés

### Campeonatos nacionales
| Título                                 | Club            | País    | Año  |
| -------------------------------------- | --------------- | ------- | ---- |
| Division 1 Féminine                    | Juvisy FCF      | Francia | 2006 |
| Copa de Francia                        | Juvisy FCF      | Francia | 2006 |
| Campeonato universitario Île-de-France | Staps Paris XII | Francia | 2007 |